# Севињано (Тренто)
Севињано је насеље у Италији у округу Тренто, региону Трентино-Јужни Тирол.
Према процени из 2011. у насељу је живело 248 становника. Насеље се налази на надморској висини од 709 м.